# Renato Corti
Renato Corti   (Galbiate, 1 de març de 1936 - Rho, 12 de maig de 2020) fou un bisbe catòlic italià, bisbe emèrit de Novara. Va ser nomenat cardenal pel Papa Francesc el 19 novembre de 2016.

## Biografia
Renato Corti va néixer a Galbiate, a la província de Lecco i l'arxidiòcesi de Milà, l'1 de març de 1936.

### Formació i ministeri sacerdotal
Després de cursar els estudis elementals, als onze anys va ingressar al seminari arxidiocesà de Milà.
El 28 de juny de 1959 va ser ordenat sacerdot a la catedral de Milà pel cardenal Giovanni Battista Montini (el futur papa Pau VI). Després de l'ordenació va exercir com a vicari parroquial a l'oratori de Caronno Pertusella entre 1959 i 1967, de director espiritual del Col·legi Arquebisbal Gorla Minore entre 1967 i 1969, director espiritual del seminari arxidiocesà de Saronno entre 1969 i 1977, quan es va convertir en rector del bienni teològic del mateix seminari. El novembre de 1980 va ser nomenat vicari general per l'arquebisbe Carlo Maria Martini.

### Ministeri episcopal
El 30 d'abril de 1981 el Papa Joan Pau II el va nomenar bisbe auxiliar de Milà i bisbe titular de Zallata i el 6 de juny del mateix any va rebre l'ordenació episcopal de mans de l'arquebisbe Carlo Maria Martini, en una cerimònia coconsagrada pels bisbes Libero Tresoldi i Bernardo Citterio.
El 19 de desembre de 1990 va ser nomenat bisbe de Novara pel Papa Joan Pau II; va succeir en el càrrec a Aldo Del Monte, que hi va renunciar per raons d'edat i va ser el 123è successor de Sant Gaudenci. Va prendre possessió de la seu el 3 de març de 1991.
El 2005 va predicar els darrers exercicis espirituals a la Cúria Vaticana en què va participar el Papa Joan Pau II.
Des de l'inici de la causa de beatificació d'Antonio Rosmini, va mostrar un profund interès pel seu pensament, i en va voler aprofitar el contingut en la seva activitat pastoral. El 21 de febrer de 2009, en agraïment pel compromís de la promoció de la ja conclosa causa de beatificació de Rosmini i donat el seu coneixement profund del pensament rosminià, els pares rosminians van concedir-li, a Domodossola, l'adscripció a l'Institut de la Caritat, fundat per Rosmini. És una forma de lligam que Rosmini havia planejat per als laics que volien seguir tot el carisma de l'institut, sense que fos necessari complir amb els vots de la seva pròpia congregació. Corti no va ser el primer consagrat a ser adscrit; de fet, abans que ell, ho van ser diversos bisbes i sacerdots.
El 24 de novembre de 2011 el Papa Benet XVI va acceptar la seva renúncia al govern pastoral de la diòcesi de Novara, per raons d'edat, i el va succeir Franco Giulio Brambilla. Corti va retirar-se a Rho, al Col·legi dels Oblats de Sant Ambrosi i Sant Carles.
En 2015, va escriure les meditacions pel Via Crucis que presidí el Papa Francesc al Coliseu en la nit del Divendres Sant.
Corti era un predicador respectat i per això era reclamat en diferents regions d'Itàlia per predicar recessos a sacerdots i laics.
També va ser vicepresident de la Conferència Episcopal Italiana, vicepresident de la Conferència Episcopal del Piemont, membre de la comissió mixta bisbes-institucions religiosos-seculars, membre de la Congregació per a les Esglésies Orientals, i membre de la Congregació per a l'Evangelització dels Pobles.
Al consistori del 19 de novembre de 2016, el Papa Francesc el va nomenar cardenal prevere de San Giovanni a Porta Latina.
Renato Corti va morir el 12 de maig de 2020 a Rho, en el col·legi dels oblats de Sant Ambrosi i Sant Carles, Va ser enterrat a la cripta de la catedral de Novara.

## Honors
Gran oficial de l'orde eqüestre del Sant Sepulcre de Jerusalem